# أريكيبا
أريكيبا هي عاصمة منطقة أريكيبا الواقعة في مقاطعة أريكيبا، ويقع في أقصى جنوب غرب بيرو على ارتفاع 2.325 متر، فإن المدينة في سهل خصب في منتصف أ منطقة صحراوية في الجزء الغربي من جبال الإنديز. واعتبرتها الوكالات الحكومية والمؤسسات الرئيسية في البلاد ثاني أهم مدينة في بيرو بعد ليما، وأيضًا هي بمثابة المدينة الصناعية الثانية في البلاد بعد رمح ليما - كاياو.
تعد، في الوقت الحاضر، محور هام التجارية في جنوب البلاد، حيث يبرز من إنتاج المنسوجات والصوف والألباكا مع جودة الصادرات. ولديه المتأنق المطبخ، والتي كان فيها ليعلن بأنه خبير الأطعمة عاصمة بيرو، إلى جانب البنية الأساسية المميزة. وفي العهود الاستعمارية، عُرفت بأنها المدينة البيضاء للعديد من المعابد والمنازل. وقد اعترفت به منظمة اليونسكو بوصفها موقعًا للتراث الثقافي العالمي في عام 2000.

## المناخ
يظهر الجدول التالي التغييرات المناخية على مدار السنة لأريكيبا:
| البيانات المناخية لـأريكيبا | البيانات المناخية لـأريكيبا | البيانات المناخية لـأريكيبا | البيانات المناخية لـأريكيبا | البيانات المناخية لـأريكيبا | البيانات المناخية لـأريكيبا | البيانات المناخية لـأريكيبا | البيانات المناخية لـأريكيبا | البيانات المناخية لـأريكيبا | البيانات المناخية لـأريكيبا | البيانات المناخية لـأريكيبا | البيانات المناخية لـأريكيبا | البيانات المناخية لـأريكيبا | البيانات المناخية لـأريكيبا |
| الشهر | يناير                       | فبراير                      | مارس                        | أبريل                       | مايو                        | يونيو                       | يوليو                       | أغسطس                       | سبتمبر                      | أكتوبر                      | نوفمبر                      | ديسمبر                      | المعدل السنوي               |
| --- | --------------------------- | --------------------------- | --------------------------- | --------------------------- | --------------------------- | --------------------------- | --------------------------- | --------------------------- | --------------------------- | --------------------------- | --------------------------- | --------------------------- | --------------------------- |
| الدرجة القصوى °م (°ف) | 29.5 (85.1)                 | 29.7 (85.5)                 | 26.6 (79.9)                 | 26.4 (79.5)                 | 32.0 (89.6)                 | 26.2 (79.2)                 | 28.0 (82.4)                 | 26.8 (80.2)                 | 27.0 (80.6)                 | 26.1 (79.0)                 | 27.8 (82.0)                 | 27.2 (81.0)                 | 32.0 (89.6)                 |
| متوسط درجة الحرارة الكبرى °م (°ف) | 21.8 (71.2)                 | 21.4 (70.5)                 | 24.2 (75.6)                 | 24.7 (76.5)                 | 22.3 (72.1)                 | 21.7 (71.1)                 | 21.7 (71.1)                 | 22.2 (72.0)                 | 22.7 (72.9)                 | 22.8 (73.0)                 | 22.7 (72.9)                 | 22.5 (72.5)                 | 22.6 (72.7)                 |
| المتوسط اليومي °م (°ف) | 15.3 (59.5)                 | 15.0 (59.0)                 | 15.0 (59.0)                 | 15.2 (59.4)                 | 14.3 (57.7)                 | 13.5 (56.3)                 | 13.3 (55.9)                 | 14.0 (57.2)                 | 15.9 (60.6)                 | 16.3 (61.3)                 | 16.4 (61.5)                 | 16.3 (61.3)                 | 15.1 (59.2)                 |
| متوسط درجة الحرارة الصغرى °م (°ف) | 8.5 (47.3)                  | 8.7 (47.7)                  | 8.3 (46.9)                  | 7.1 (44.8)                  | 6.2 (43.2)                  | 5.4 (41.7)                  | 5.2 (41.4)                  | 5.4 (41.7)                  | 6.2 (43.2)                  | 6.4 (43.5)                  | 6.6 (43.9)                  | 7.6 (45.7)                  | 6.8 (44.2)                  |
| أدنى درجة حرارة °م (°ف) | 0.9 (33.6)                  | 0.0 (32.0)                  | 0.0 (32.0)                  | −2.0 (28.4)                 | 0.0 (32.0)                  | −1.1 (30.0)                 | −3.7 (25.3)                 | −0.2 (31.6)                 | 0.0 (32.0)                  | 0.1 (32.2)                  | 0.0 (32.0)                  | 2.0 (35.6)                  | −3.7 (25.3)                 |
| الهطول مم (إنش) | 27.5 (1.08)                 | 39.9 (1.57)                 | 20.6 (0.81)                 | 0.6 (0.02)                  | 0.1 (0.00)                  | 0.1 (0.00)                  | 0.0 (0.0)                   | 1.0 (0.04)                  | 0.8 (0.03)                  | 0.2 (0.01)                  | 1.0 (0.04)                  | 4.7 (0.19)                  | 96.5 (3.80)                 |
| متوسط أيام هطول الأمطار (≥ 1.0 mm) | 4.8                         | 5.6                         | 4.5                         | 0.4                         | 0.1                         | 0.0                         | 0.0                         | 0.1                         | 0.3                         | 0.1                         | 0.2                         | 1.6                         | 17.7                        |
| متوسط الرطوبة النسبية (%) | 52                          | 59                          | 58                          | 48                          | 41                          | 45                          | 44                          | 43                          | 42                          | 39                          | 39                          | 43                          | 46                          |
| ساعات سطوع الشمس الشهرية | 223.2                       | 189.3                       | 244.9                       | 294.0                       | 288.3                       | 291.0                       | 291.4                       | 310.0                       | 297.0                       | 303.8                       | 309.0                       | 291.4                       | 3٬333٫3                     |
| ساعات سطوع الشمس اليومية | 7.2                         | 6.7                         | 7.9                         | 9.8                         | 9.3                         | 9.7                         | 9.4                         | 10.0                        | 9.9                         | 9.8                         | 10.3                        | 9.4                         | 9.1                         |
| المصدر #1: NOAA, |                             |                             |                             |                             |                             |                             |                             |                             |                             |                             |                             |                             |                             |
| المصدر #2: الأرصاد الجوية الألمانية (mean temperatures 1949–1956, humidity 1951–1969, precipitation days 1970–1990, and sun 1931–1958), Meteo Climat (record high and record low) |                             |                             |                             |                             |                             |                             |                             |                             |                             |                             |                             |                             |                             |

## توأمة
لأريكيبا اتفاقيات توأمة مع كل من:
- فلورنسا
- غوانزو
- بييلا [13]
- فانكوفر
- زيبو
- كورينتس
- أريكا
- إيكويكو
- ساو باولو
- بونتا غروسا
- Lins, São Paulo [الإنجليزية]‏
- إل توكويو
- مويوبامبا
- لندن
- مدينة مكسيكو
- غوادالاخارا
- تشارلوت
- لاباز

## أعلام
- هارييت مونرو
- ماريو فارغاس يوسا
- مانويل كاندامو
- أبيمال غوزمان
- إدواردو لوبيز دي رومانا